# Berthy Suárez
Juan Berthy Suárez Capobianco (Santa Cruz de la Sierra, Bolivia; 24 de junio de 1969) es un exfutbolista boliviano. Se desempeñaba como delantero y el último equipo fue San José.

## Clubes
| Club              | País           | Año       |
| ----------------- | -------------- | --------- |
| Blooming          | Bolivia        | 1990-1994 |
| Guabirá           | Bolivia        | 1995      |
| D. C. United      | Estados Unidos | 1996      |
| The Strongest     | Bolivia        | 1996-1998 |
| Oriente Petrolero | Bolivia        | 1999      |
| The Strongest     | Bolivia        | 2000-2002 |
| San José          | Bolivia        | 2003      |